# Samuel Ruiz García
Samuel Ruiz García (3 de novembre de 1924, Irapuato, estat de Guanajuato-24 de gener del 2011) fou un sacerdot catòlic i difusor de la teologia de l'alliberament.
Va viure la seva infància a Irapuato, a l'estat de Guanajuato, i als 13 anys va anar al Seminari Diocesà de León. El 1947 va ser enviat a la Universitat Gregoriana, a estudiar teologia. Aquí va ser ordenat sacerdot. El 1954 va retornar a León i al cap de poc va ser designat rector del seminari. El 1959 va ser designat bisbe de San Cristóbal de las Casas, a l'estat de Chiapas. Aquesta diòcesi es caracteritza per la seva extrema pobresa i per tenir una població majoritàriament indígena. Durant molts anys, Ruiz va establir un sistema d'ajuda de la diòcesi cap a la població indígena.
Samuel Ruiz va oferir la seva col·laboració com a mediador en diversos conflictes llatinoamericans. Especialment va realitzar funcions de mediador al conflicte de Chiapas entre l'indigenista Exèrcit Zapatista d'Alliberament Nacional i el govern federal mexicà. Va exercir de bisbe a San Cristóbal de las Casas fins a 1999.
L'any 2000 va ser distingit amb el Premi Internacional Simón Bolívar de la UNESCO pel seu especial compromís personal i el seu paper com a mediador, contribuint així a la pau i al respecte de la dignitat de les minories.